# سمیر کاروتر
سمیر کاروتر (انگلیسی: Samir Carruthers؛ زادهٔ ۴ آوریل ۱۹۹۳) یک بازیکن فوتبال اهل ایرلند است.